# Държавна консолидационна компания
„Държавна консолидационна компания“ е еднолично акционерно дружество със сто процента държавно участие в капитала, регистрирано по реда на Търговския закон. Правата на едноличния собственик на капитала се упражняват от министъра на икономиката.
Компанията едноличен собственик или мажоритарен акционер в капитала на шестнадесет търговски дружества. Според тяхната дейност, финансово състояние и значение за българската икономика те могат да бъдат разделени в два основни потока – стратегически дъщерни дружества и дъщерни дружества в процес на преструктуриране.

## Дъщерни дружества
- „Монтажи“ ЕАД
- „Авионамс“ АД
- „Кинтекс“ ЕАД
- НИТИ ЕАД
- „Вазовски машиностроителни заводи“ ЕАД
- „Ел Би Булгарикум“ ЕАД
- „Eко Антрацид“ ЕАД
- „Национален институт за изследвания и сертификация“ ЕООД
- „Екоинженеринг – РМ“ ЕООД
- „Институт по маркетинг“